# Aiguille du Chardonnet
Pour les articles homonymes, voir Chardonnet.
L'aiguille du Chardonnet est un sommet du massif du Mont-Blanc qui culmine à 3 824 mètres d'altitude.

## Géographie

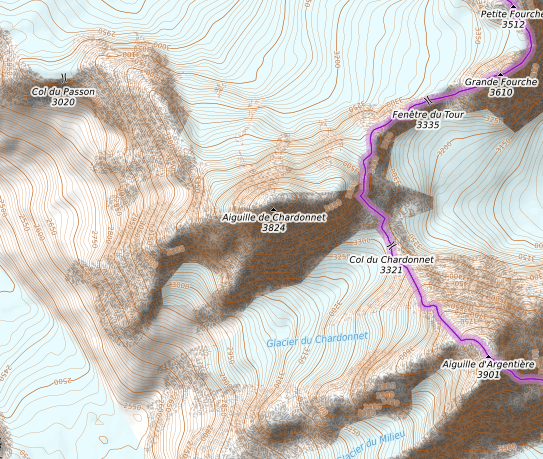
Carte topographique de l'aiguille.

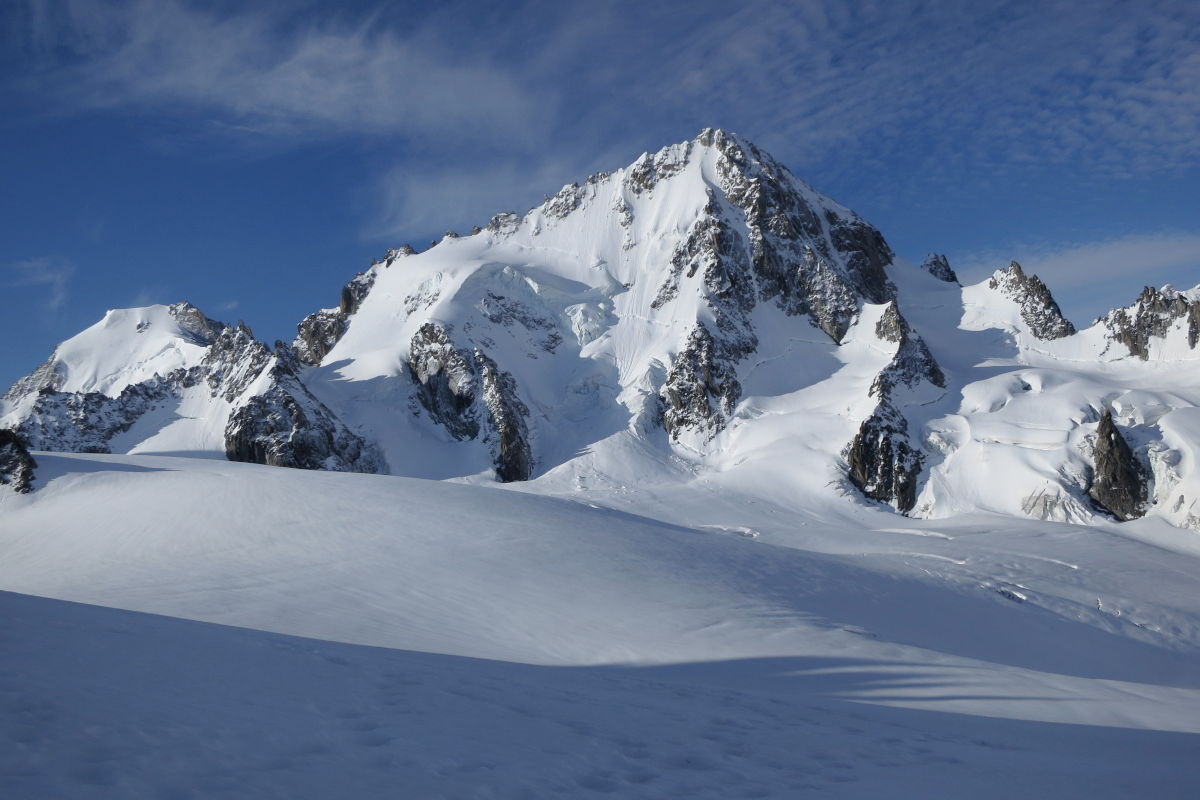
Vue du versant nord de l'aiguille du Chardonnet, depuis le glacier du Tour.

L'aiguille du Chardonnet est le point culminant de la longue crête qui sépare le bassin du Tour au nord à celui d'Argentière au sud.

## Histoire
- 1879 - Première ascension réalisée par Percy W. Thomas avec Josef Imboden et Josef Marie Lochmatter[2], le 1er août.
- 1909 - Première ascension à skis par Marcel Kurz.
- 1929 - Ouverture de l'itinéraire de l'éperon nord par Camille Devouassoux et André Migot.
- 1971 - Face nord directe (hivernale) par Claude Jager et Walter Cecchinel.

## Voies d'ascension
Deux approches de l'aiguille du Chardonnet sont possibles : par le glacier du Tour ou par le glacier d'Argentière (puis celui du Chardonnet).
Son versant nord, neigeux et glaciaire, propose un large choix de voies dont l'arête Forbes. Son versant Sud, bien plus chaotique avec ses nombreux éperons rocheux accueille quelques voies en paroi peu connues ainsi que deux couloirs skiables.

### Voies classiques
La voie historique d'ascension est actuellement délaissée à la montée et sert de voie de descente.
L'ascension se fait classiquement par l'arête Forbes que l'on peut agrémenter par la voie Gabarrou-Freuchet, ce qui ajoute de l'ampleur à la voie.
L'éperon Migot et l'éperon Migot Intégral sont de bons itinéraires alternatifs à l'arête Forbes, très variés et moins fréquentés.

### Neige, glace, mixte
Sur son versant du Tour, le Chardonnet propose un large choix de couloir et goulottes :
- goulotte Charlet - Bettembourg ;
- goulotte Escarra, itinéraire classique et varié ;
- goulotte Aureille Feutren, itinéraire classique ; les difficultés proprement dites sont courtes (100 m) ;
- voie Debruyne - Manu ;
- voie Gabarrou 79.

Sur son versant Sud-Est, depuis le bassin d'Argentière, on trouve deux couloirs généralement réalisés à ski :
- couloir Sud-Est ;
- couloir Sud-Est de gauche, à droite du pilier Sud-Sud-Est.

### Voies rocheuses
Contrairement aux voies glaciaires, les voies rocheuses du Chardonnet sont peu connues :
- pilier Sud-Sud-Est, voie peu soutenue mais très sauvage ;
- éperon des Capucins (AD) ou par son fil (D+), escalade de 700 m ;
- arête Sud-Ouest (D), longue arête de 900 m entre le glacier Adams Reilly et le glacier du Trident ;
- aiguille de la Selle (point 3587) : éperon Sud (400 m/TD-) et Sud-Sud-Est (600 m/TD).